# Nadezhda Olimpievna Ziber-Shumova
Nadezhda Olimpievna Ziber-Shumova (cerca de 1870-1914) foi uma química russa. Foi a primeira professora mulher de bioquímica na Rússia e co-fundadora do Instituto Imperial de Medicina Experimental em São Petersburgo, onde foi coordenadora do departamento de química e bioquímica. É considerada a mulher com o maior número de publicações em química antes do século XX (principalmente na década de 1880), e possivelmente a mulher mais importante em sua área antes da Primeira Guerra Mundial.
Ziber-Shumova nunca teve educação formal. Fora autodidata desde a adolescência e estudou na Universidade de Zurique junto com sua irmã Ekaterina, estudante de medicina, e Nikolai Ziber, economista e seu futuro marido. Ziber-Shumova enfrentou muitas dificuldades em seus estudos, dentre eles a segregação sexual e o preconceito geral com mulheres na ciência, mas mesmo após o governo russo proibir mulheres em sua universidade (pela grande população de estudantes representarem um “perigo de revolução”), seguiu seus estudos na Universidade de Bern, onde conheceu Marceli Nencki (1847-1901), com o qual publicou muitos artigos em co-autoria.
Seus artigos variavam em temática, desde bioquímica como até estudos básicos de química. Nos anos de 1890 foi responsável pelas pesquisas para lidar com o problema da fome na Rússia, com várias publicações sobre doenças bacterianas que infectavam o gado.
Mas talvez mais importante que sua própria história seja o legado de Ziber-Shumova: ela estabeleceu o Prêmio M. W. Nencki para bolsas de pesquisa científica, escreveu e publicou a edição de dois volumes Marceli Nencki Opera Omnia, com mais de 353 artigos de Nencki, co-autores e associados que veio a virar um dos mais completos manuais para o desenvolvimento posterior da bioquímica no país, e em 1909 doou 50.000 rublos (na época, o equivalente a 25.000 dólares) para a criação do Instituto Nencki de Biologia Experimental, inaugurado em Varsóvia, na Polônia, em 1918 e ativo até hoje.